# Makokou flygplats
Makokou flygplats är en flygplats vid staden Makokou i Gabon. Den ligger i provinsen Ogooué-Ivindo, i den nordöstra delen av landet, 400 km öster om huvudstaden Libreville. Makokou ligger 526 meter över havet. IATA-koden är MKU och ICAO-koden FOOK.